# Alte Mühle (Saselbek)

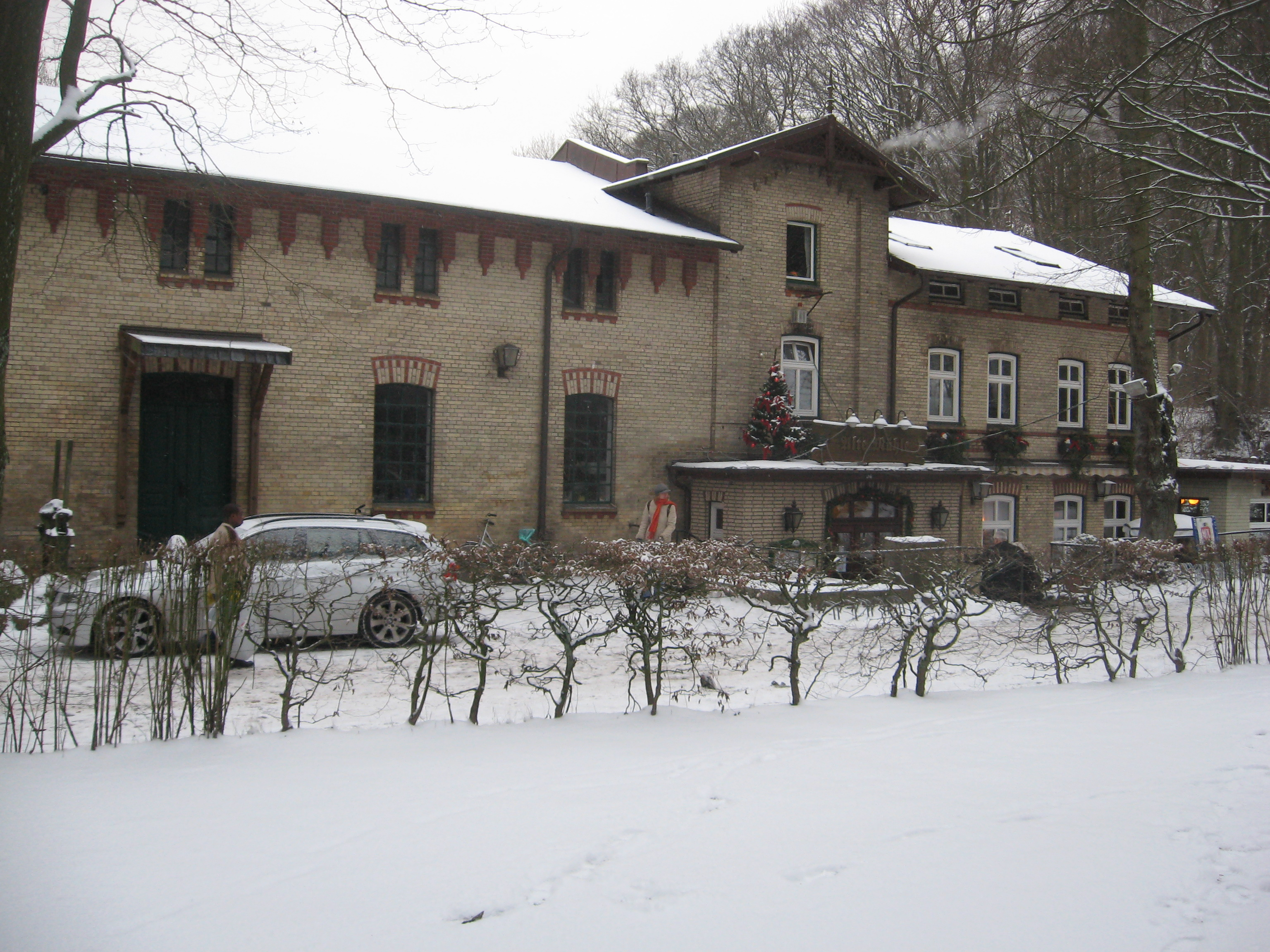
Alte Mühle (Saselbek) im Winter

Die Alte Mühle an der Grenze zwischen Sasel und Bergstedt nutzte die Wasserkraft der aufgestauten Saselbek kurz vor deren Mündung in die Alster. Der Stau der nahegelegenen Mellingburger Schleuse war oftmals ein Streitpunkt zwischen dem Müller bzw. dessen Obrigkeit und den Hamburger Waldherren, zuletzt 1875.
Eine Mühle an diesem Standort ist aufgrund des Namens bereits für vor 1453 anzunehmen, da die nahegelegene Rodenbeker Mühle unter diesem Datum erstmals erwähnt wird. Nachgewiesen ist sie seit dem 16. Jahrhundert. Im Dreißigjährigen Krieg war sie Pulvermühle, dann Münze und seit 1695 ist die Nutzung als Getreidemühle mit Mahlzwang (bis 1865) für die Dörfer Bramfeld, Steilshoop, Alsterdorf, Meiendorf und Oldenfelde gesichert. Für das Jahr 1735 ist ein Bruch des Mühlendammes mit anschließendem Neubau der Gebäude überliefert. Seit 1750 ist die Mühle bis heute im Besitz der Familie Timmermann.
Nach einem Brand im Jahre 1880 wurde das Mühlengebäude mit angeschlossenem Wohnteil, der von Anfang an auch als Gaststätte genutzt wurde, aus gelben Ziegelsteinen aus Trillup mit roten Zierziegeln neu errichtet. Beide Bauteile trennt ein Mittelrisalit.
Das außenliegende Wasserrad wurde bereits in den 1920er Jahren durch eine Turbine ersetzt, die nach Reparatur seit 1997 wieder Strom erzeugt. Ein Mühlenbetrieb findet nicht mehr statt.
Aus der Gaststätte für die wartenden Mahlgäste entstand ab 1926 eine bekannte Ausflugsgaststätte mit Biergarten auf dem Mühlendamm.
Die Gesamtanlage aus dem Mühlengebäude, dem auf Bergstedter Seite anschließendem Wohnhaus, der heute als Gastraum für geschlossene Gesellschaften dienenden Kate auf dem Mühlendamm, dem mit Findlingen gepflasterten Fahrweg über den Mühlendamm und der Stauteich mit den anliegenden Flurstücken stehen unter Denkmalschutz. „Die einzelnen Bestandteile beanspruchen für sich alleine genommen zwar keine Denkmalschutzwürdigkeit. Durch deren Zusammentreten kommt jedoch eine historisch gewachsene und für den heutigen Betrachter ausgesprochen idyllische bildliche Einheit zustande, deren Erhalt als ein charakteristischer Bestandteil des Stadtbildes im öffentlichen Interesse liegt.“
Die Ufer des Mühlenteiches gehören weitgehend zum Naturschutzgebiet Hainesch/Iland.

## Einzelbelege
1. ↑  Melhop: Die Alster, S. 180
2. ↑  Friedrich Sparmann: Bergstedt Die 850jährige Geschichte eines Kirchspieldorfes. (Walddörfer - Heimatbücher 3), Hansa-Verlag, Hamburg 1973, S. 163
3. ↑  Mitteilungen des Vereins für Hamburgische Geschichte XI, S. 173, nach Melhop: Die Alster, S. 65
4. ↑  Melhop: Die Alster, S. 66
5. ↑  https://www.hamburg.de/auswahl/nofl/177838/alte-muehle-31.html Website des Denkmalschutzamtes